# Franz Jacob Goebel
Franz Jacob Goebel of in de hedendaagse Duitse spelling Göbel (Mingolsheim (Groothertogdom Baden), 16 juli 1791 - Baden-Baden, 23 augustus 1858) was een Duits wiskundige, hoogleraar aan en rector magnificus van de Rijksuniversiteit Leuven.

## Levensloop
Goebel werd jong wees. De plaatselijke pastoor maakte dat hij vanaf 1806 kon studeren in Baden en in Rastatt. In 1813 begon hij studies filologie aan de Universiteit van Heidelberg. Daarnaast studeerde hij ook wiskunde. Hij betaalde zijn studies met het geven van privélessen.
In december 1813 nam hij dienst in het leger van het Groothertogdom Baden om deel te nemen aan de bevrijdingsstrijd tegen de Franse keizer. Na het beëindigen van de strijd zette hij zijn studies in Heidelberg verder, en promoveerde er op 4 september 1817 aan de Filosofische Faculteit. Hij had aangedrongen om zonder uitstel te kunnen promoveren, daar hij een aanbod had gekregen om aan de pas opgerichte Rijksuniversiteit Leuven te gaan doceren. Tijdens zijn examens viel het op dat hij maar een beperkte kennis van wiskunde had. De filosoof Georg Hegel, die tot de examinatoren behoorde, verwonderde er zich over dat iemand met een zo beperkte wiskundige kennis zou worden aangesteld als hoogleraar wiskunde en hij verzette zich tegen de promotie van Goebel. Nadien gaf hij toch toe, nadat Goebel opnieuw een proefschrift had ingediend.
Bij de oprichting van de Rijksuniversiteit Leuven werd Goebel inderdaad tot gewoon hoogleraar in de faculteit voor wis- en natuurkunde benoemd. Hij onderwees er de elementaire wiskunde, de beginselen van rekenkunde en algebra, de meetkunde, de analytische meetkunde, de vlakke en sferische driehoeksmeting, de hogere wiskunde (differentiaal- en integraalrekening), en de astronomie. In 1820 richtte hij een wiskundig seminarie op voor de studenten die zich voorbereidden op een onderwijsloopbaan. In dit seminarie behandelde hij zowel de zuivere als de toegepaste wiskunde. Na enkele jaren kon Goebel met voldoening vaststellen dat zijn studenten als leraar werden aangesteld in bijna alle middelbare scholen in de Zuidelijke Nederlanden.
In het academiejaar 1823-1824 werd Goebel benoemd tot rector magnificus van de universiteit.
Bij de Belgische onafhankelijkheid in 1830 verloor hij zijn aanstelling aan de Rijksuniversiteit. Hij keerde terug naar Baden, maar behield op kosten van het Nederlandse Rijk de helft van zijn salaris. Hij bleef actief als auteur van leerboeken. 
Op 25 november 1833 trouwde hij met Marie Adelheid von Harrant (1803-1875). In 1838 liet hij zijn naam veranderen in Goebel von Harrant. Na zijn overlijden behield zijn weduwe de helft van het Nederlandse wachtgeld.
Op 26 augustus 1843 werd Goebel ereburger van de stad Baden-Baden vanwege zijn verdiensten voor het schoolwezen.

## Publicaties
- Elementa geometriae in usum praelectionum novo ordine digesta, Leuven, Cuelens, 1823.
- Boucharlat, J.L., Anfangsgründe der Differenzial- und Integral-rechnung. Aus dem französischen übersetzt von F.J. Goebel, Frankfurt, 1823.
- Oratio de efficacissimîs quibus adolescentum animi ad Geometriœ descriptivae studium adliciuntur incitamentis, in: Annales Academiae Lovaniensis, 1825.
- Grundlehren der Geometrie, Trigonometrie, der Kegelschnitte und der darstellenden Geometrie, Frankfurt, 1826.
- Grundsätze der allgemeinen Grössenlehre, Frankfurt am Main, 1827.
- Geometrie für Gewerb-schulen, Karlsruhe, 1834.
- Lehrbuch der Physik und Astronomie nach den neuesten Beobachtungen und Entdeckungen systematisch zum Gebrauche beim Unterrichte bearbeitet,  Karlsruhe, Groos, 1839.

## Voetnota
1. ↑  Ehrenbürger im 19. Jahrhundert. Gearchiveerd op 29 maart 2023.

- Gemeinsame Normdatei: 1065277482
- Virtual International Authority File: 313432536
- WorldCat: E39PBJfGW69mM3TFhxYPfCvbVC